# Berit Mørdre
Berit Mørdre-Lammedal (* 16. April 1940 in Nes; † 23. August 2016) war eine norwegische Skilangläuferin, die in den 1960er und 1970er Jahren startete.

## Werdegang
Mørdre-Lammedal, die für den Romerikslaget IL startete, wurde im Jahr 1965 bei den Svenska Skidspelen Dritte und im folgenden Jahr Zweite mit der Staffel. Bei den Nordischen Skiweltmeisterschaften 1966 in Oslo holte sie die Silbermedaille mit der Staffel. In den Einzelrennen errang sie dort den 11. Platz über 10 km und den zehnten Platz über 5 km. Ende Februar 1967 gelang ihr bei den Lahti Ski Games der zweite Platz mit der Staffel. Bei den Olympischen Winterspielen 1968 in Grenoble gewann sie die Goldmedaille zusammen mit Babben Enger und Inger Aufles mit der norwegischen 3 × 5-km-Staffel und die Silbermedaille über 10 km. Zudem wurde sie Zehnte im Rennen über 5 km. Im Jahr 1969 belegte sie bei den Svenska Skidspelen den dritten Platz über 10 km und den ersten Rang mit der Staffel. Anfang März 1969 gelang ihr bei den Lahti Ski Games der zweite Platz mit der Staffel. Bei den Nordischen Skiweltmeisterschaften 1970 in Vysoké Tatry kam sie auf den 24. Platz über 10 km, auf den neunten Rang über 5 km und auf den vierten Platz mit der Staffel. In den Jahren 1970 und 1971 lief sie bei den Svenska Skidspelen mit der Staffel jeweils auf den zweiten Platz und gewann 1971 zudem den 10-km-Lauf. Im selben Jahr erhielt sie aufgrund ihrer Erfolge im Skilanglaufsport als erste norwegische Frau die Holmenkollen-Medaille. Bei den Olympischen Winterspielen 1972 in Sapporo holte sie die Bronzemedaille mit der Staffel. In den Einzelrennen belegte sie den 14. Platz über 10 km und den siebten Rang über 5 km. Im selben Jahr wurde sie bei den Svenska Skidspelen über 10 km Dritte und mit der Staffel Zweite und bei den Lahti Ski Games mit der Staffel Dritte. Im folgenden Jahr gelang ihr bei den Svenska Skidspelen der dritte Platz mit der Staffel. Bei den Nordischen Skiweltmeisterschaften 1974 in Falun lief sie auf den 11. Platz über 5 km und jeweils auf den sechsten Rang über 10 km und mit der Staffel. Im selben Jahr errang sie bei den Lahti Ski Games den zweiten Platz mit der Staffel und siegte beim Holmenkollen Skifestival über 5 km. Im Jahr 1976 gewann sie das Birkebeinerrennet. Bei norwegischen Meisterschaften siegte sie siebenmal über 10 km (1965, 1967, 1969, 1970, 1971, 1973, 1974), sechsmal über 5 km (1966–1968, 1971, 1973, 1974) und sechsmal mit der Staffel von Romerikslaget IL (1965–1970).